# جان ام. زیولکواسکی
جان ام. زیولکواسکی (انگلیسی: Jan M. Ziolkowski؛ زادهٔ ۱۷ نوامبر ۱۹۵۶) زبان‌شناس اهل ایالات متحده آمریکا است.
وی همچنین برندهٔ جوایزی همچون کمک‌هزینه گوگنهایم شده‌است.